# Bayerische Aktien-Bierbrauerei Aschaffenburg

Aktie über 100 RM der Bayerischen Aktien-Brauerei Aschaffenburg vom 31. Dezember 1933

Die Bayerische Aktien-Bierbrauerei Aschaffenburg war eine Brauerei in Aschaffenburg, die von 1867 bis 1975 existierte.

## Geschichte
Über 100 Jahre hat die alte BABA, wie sie im Volksmund schon kurz nach ihrer Gründung genannt wurde, bestanden. Am 18. Dezember 1866 hatten sich sechs Aschaffenburger Bürger zusammengesetzt und den Beschluss gefasst, eine neue Brauerei auf einem Gelände an der Glattbacher Straße zu bauen. Diese Stelle wurde ausgewählt, weil hier das Wasser des Glattbachs als Brauwasser genutzt werden konnte. Bereits am 1. Februar 1867 wurden die Bauarbeiten vergeben und im Dezember 1867 wurde die Brauerei offiziell in Betrieb genommen. Die erste Bierprobe fand bereits am 2. April 1868 in Anwesenheit aller Verwaltungsratsmitglieder statt. Die veranschlagten Gesamtkosten einschließlich Grunderwerb beliefen sich auf fast 200.000 Gulden, bei einem Startkapital von 46.000 Gulden. Am 18. Juli 1867 erfolgte der Eintrag beim Registergericht.
In der Anfangsphase war die Brauerei auf eine Produktion von 10.000 hl ausgelegt worden, was sich aber bald als viel zu gering herausstellte. Durch Investitionen wurde der Betrieb erweitert. Das Bier war von höchster Qualität und so kam es auch, dass es über die Landesgrenze von Bayern nach Hessen bekannt wurde. Durch den Großherzog Ludwig II. von Hessen und bei Rhein wurde der bayerischen Brauerei der Titel „Hoflieferant“ verliehen. Bereits zum 25-jährigen Bestehen im Jahr 1892 wurde schon ein Ausstoß von 34.000 hl erreicht. Somit war die BABA die größte Bierbrauerei in der Stadt Aschaffenburg.
In den Jahren 1899/1900 übernahm die BABA die Gaststätten-Brauereien „Zum Hopfengarten“, „Die Gesellschaftsbrauerei“, „Zum Wurstbendel“ und „Zur Rose“. Die BABA war somit Marktführer unter den Brauereien in Aschaffenburg. Bei zwei Millionen Mark lag der Kaufpreis für diese vier Gastwirtschafts-Brauereien. Eine Vorreiterrolle hatte die BABA im Jahr 1895, als man begann Bier in Flaschen abzufüllen. Durch Export der verschiedensten Biersorten konnte die Produktion weiter gesteigert werden. Durch weitere Erweiterungen der Produktionsstätte verlegte man die Mälzerei und die Verwaltung in den „Hopfengarten“.
Im Jahr 1908 übernahm die BABA „Die Löwenbrauerei Goldbach“ sowie 1910 „Die Brauerei Dörr“ in Hanau.
Eine wirtschaftliche Krise erlitt die Brauerei mit dem Ausbruch des Ersten Weltkrieges. Im Jahr 1918 war der Bierabsatz auf fast 55.000 Hektoliter gesunken. Im Jahr 1939 vor Kriegsbeginn wurde ein Bierabsatz von 100.000 Hektoliter erreicht. Bereits 1963 auf Expansionskurs erwarb die BABA die „Wiesbadener Felsenkeller-Brauerei“. 1970 erfolgte eine Verschmelzung der BABA mit der „Binding-Brauerei“ in Frankfurt. Vorübergehend steigerte diese Verschmelzung den Bierabsatz um fast 200.000 Hektoliter. Die BABA verlor nicht nur ihre Selbstständigkeit, sondern auch ihren Namen. Man nannte sich nun „Bindingbrauerei AG, Zweigniederlassung Aschaffenburg“. Im Jahr 1974 erzielte die BABA einen Jahresumsatz von 170.000 Hektolitern. Die Brauerei wurde 1975 stillgelegt.

## Produkte
- BABA Bockbier
- BABA Export
- BABATOR (Hochprozentiges dunkles Starkbier)
- BABA Märzenbier
- BABA Urbayrisch Braunbier
- Champagner Weizenbier
- Edeka Schloß-Export
- Edeka Schloß-Pils
- Osterbier (helles Vollbier)
- Oster-Bock (helles Hochprozentiges Starkbier)
- Prinzen Gold (Karnevalsbier)
- Schloss Malz
- St. Paulus (heller Doppelbock)
- Spessart Gold
- Weihnachtsbier

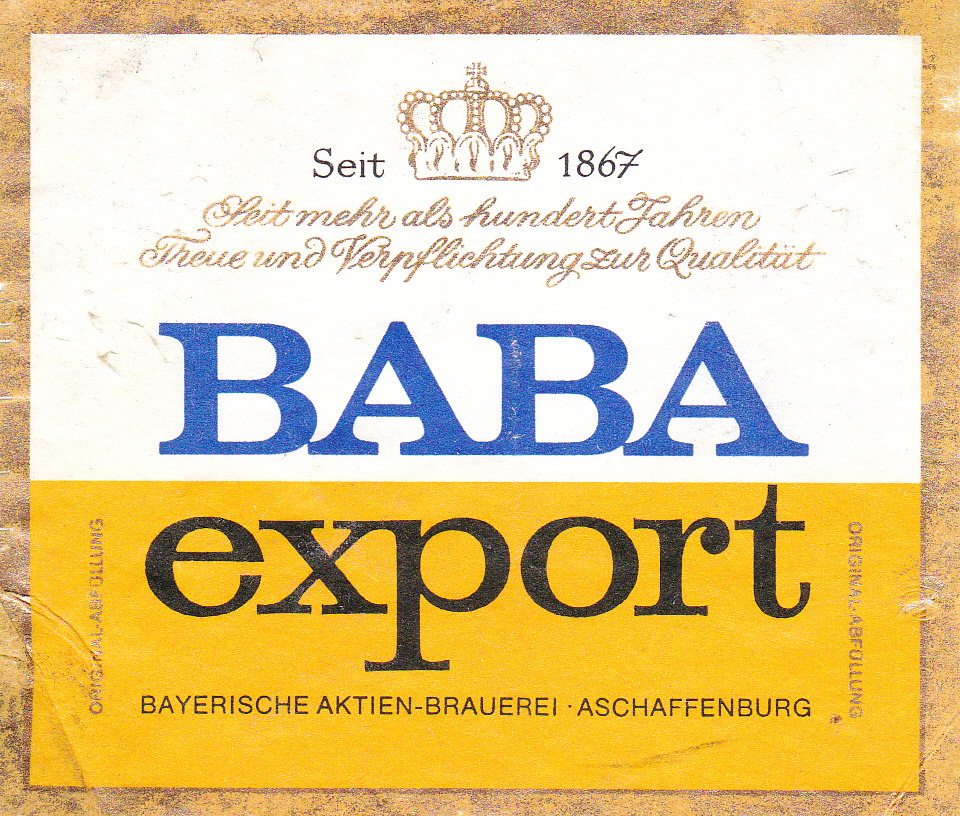
Baba Bieretikett: Baba Export
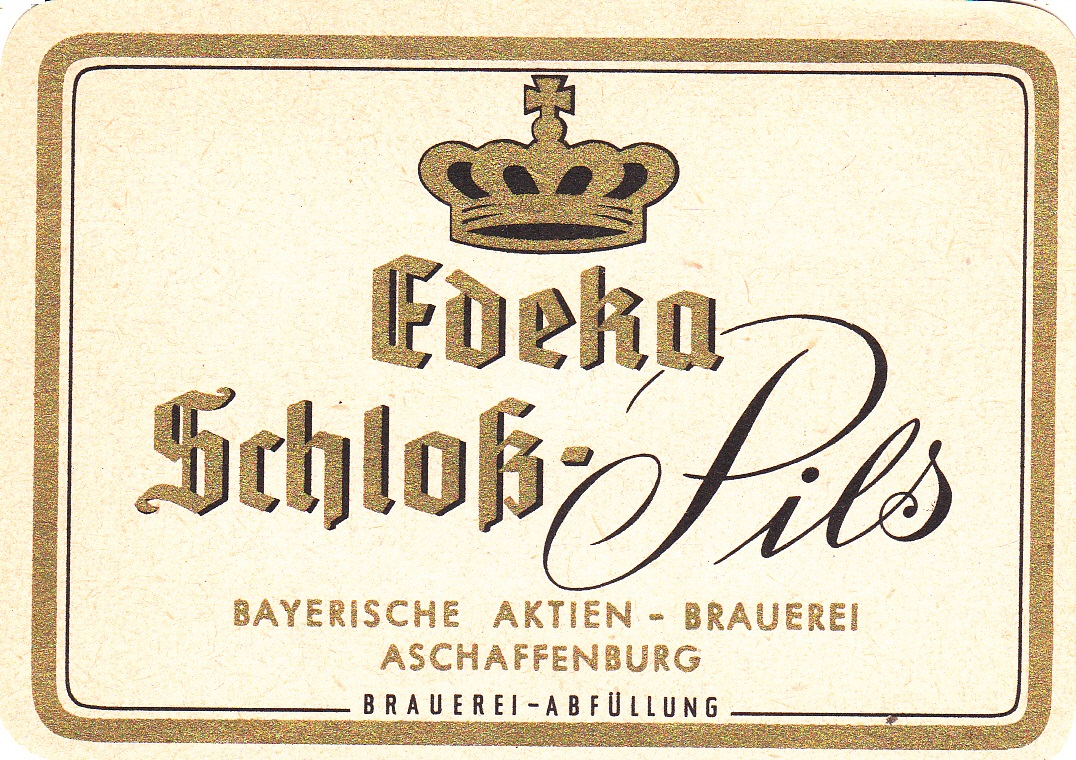
Baba Bieretikett: Edeka Schloß-Pils
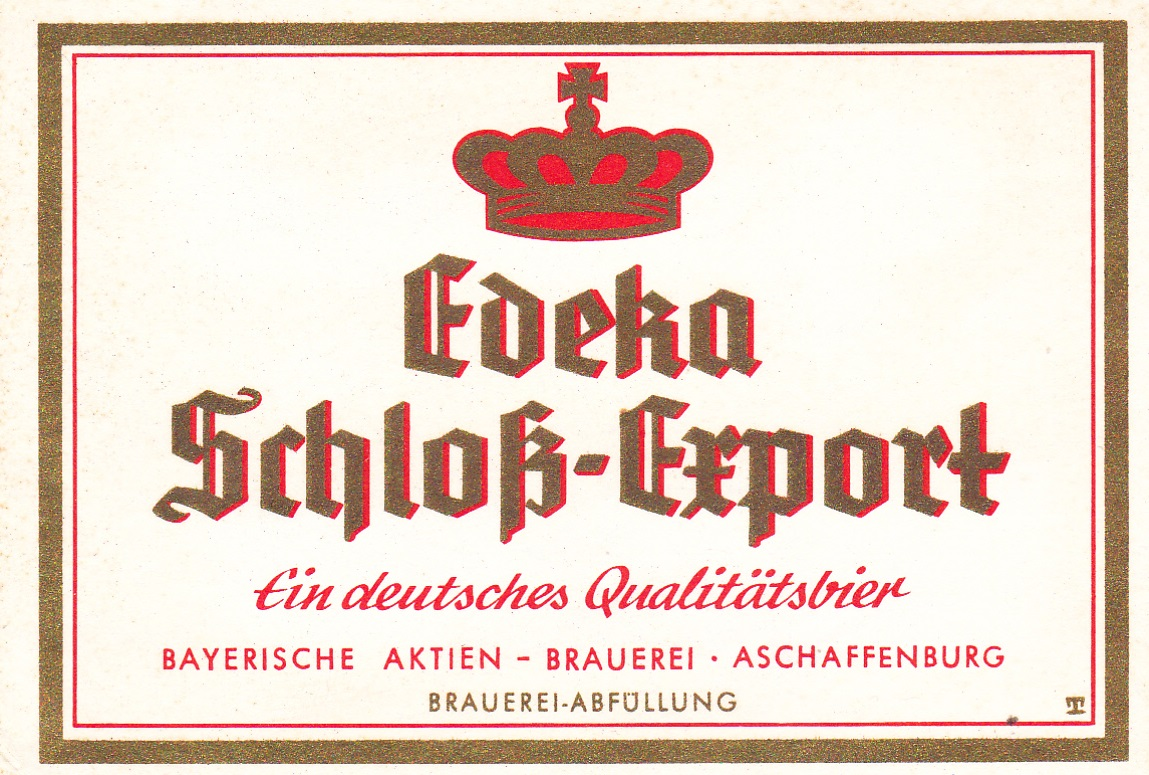
Baba Bieretikett: Edeka Schloß-Export

## Werbeslogans
- Kleiner Mann und großes Tier...... Treffen sich beim BABA Bier.
- Man bringe mir........ ein Baba-Bier.
- Steuerfrei so wie der Wein sollte auch dies Helle sein. Am wenigsten der kleine Mann die hohen Steuern zahlen kann.
- Wertvollste Rohstoffe, sorgfältigste Verarbeitung gewährleisten die Güte der BABA Biere.
- Zum guten Tonkrug......gehört ein BABA Bier.
- Frieden finden Freund und Feind........Wenn sie Baba Bier vereint.
- Weihnachten steht vor der Tür......Frohes Fest mit Baba Bier.